# 如月疑雲
《如月疑雲》（是漢字「如月」的假名），佐藤祐市執導的日本電影。2007年6月16日上映。榮獲藍絲帶獎最佳影片。

## 情節
一年前，三線偶像如月美紀（酒井香奈子 飾）在家中葬身火海，警方結論是自殺。一年後，五名粉絲聚集在一起紀念如月美紀逝世一週年。「美紀是被謀殺的吧」，其中一人提出之後，原先活躍的氣氛變得嚴肅緊張，太多疑點使得大家不得不開始推理美紀的真正死因。

## 演員
- 家元：小栗旬
  - 如月美紀粉絲支援網站的創建者，一週年悼念聚會的主持人。是如月的忠實粉絲，自稱沒人能比他更熟悉如月，曾給如月寫了超過200封信。現實身份是一名專責情報資料管理的警察，父親為警視總監。
- 織田裕二：中山裕介
  - 因崇拜織田裕二而取此網名，常脫口說出織田在《大搜查線》的名場面對白，然而卻不願承認崇拜織田。五人中的冷靜派，最先提出「如月可能是被謀殺」的論點而引起討論，也是最先提出舉行悼念會的人。現實身份是如月美紀的經紀人，以前是個大胖子，如月死後因過度傷心和自責，暴瘦55公斤，一年來致力追查如月死亡的真相。
- SNAKE：小出惠介
  - 如月生前住所附近雜貨店的店員，平日不大用腦的衝動派，經常附和別人。一年前曾組織搖滾樂隊，當時髮型非常誇張。因如月生前經常光顧其雜貨店而成為朋友，如月死前曾被目擊到如月居所，並被她迎入屋內。
- 安男：塚地武雅
  - 來自福島縣的農夫，體型偏胖。是如月青梅竹馬的初戀男友，被如月形容為酷肖尊尼·特普，昵稱他為「安君」。小時候曾和如月約定將來要結婚，雖然他並沒當真，但是如月卻似乎一直很認真。如月死前曾與他通電話。
- 草莓女孩。：香川照之
  - 一個無業的猥瑣大叔，曾被其他人認為是個跟蹤狂，其實是如月的父親，在如月4歲時離婚，其前妻帶著如月返回福島老家生活，從此一直未曾與女兒聯絡。如月進入娛樂圈的最大原因就是要讓父親看到自己長大後的樣子。如月死前數天居所曾被人入侵，入侵者極可能就是他。
- 如月美紀：酒井香奈子
  - 一個三線清純派偶像，唱歌、演戲都不行。一年前死於家中火災，警方認定她是放火自殺，死前曾給經紀人留言說：「果然還是做不到，我很累了；謝謝您，再見」。但真正的死因一直被揣測。
- 主持人：宍戶錠（特別出演）
  - 如月曾經參加的一個表演活動的主持人。似乎也是2008年（即如月死後兩年）的如月悼念會主持人。

## 音樂
主題曲《如月》（キサラギ）
演唱：Limelight
插曲《就這樣把情書…》（ラブレターはそのままで）
演唱：如月美紀（酒井香奈子）

## 製作
- 導演：佐藤祐市
- 企劃、製作人：野間清惠
- 製作：三宅澄二、水野勝博、橋莊一郎、小池武久、雲出幸治、古玉國彥、石井徹、喜多埜裕明、山崎浩一
- 製作人：望月泰江、井口喜一
- 執行製作：三宅澄二
- 共同製作：宮下史之
- 原作、劇本：古澤良太
- 音樂：佐藤直紀
- 攝影：川村明弘
- 照明：阿部慶治
- 錄音：島田隆雄
- 映像：高梨剣
- 編輯：田口拓也
- 視覺效果指導：野崎宏二
- 導演助理：本間利幸
- 製作公司：共同電視台
- 製作：《如月疑雲》電影夥伴（Micott & Basara、SHOWGATE、東京電視台、KING RECORDS、讀賣廣告社、東映頻道、東映VIDEO、Yahoo! Japan、PARCO）
- 配給：SHOWGATE

## 榮譽獎項
第50回（2007年度）藍絲帶獎最佳影片
第31回（2008年）日本電影金像獎All Night-NIPPON話題獎（作品部門）
最佳作品、最佳導演、最佳劇本、最佳男配角（香川照之）提名

## 廣播劇CD
momo&grapes在2009年2月26日發行廣播劇CD《如月疑雲 声優ver.》。
- 電影版的「織田裕二」在廣播劇版改成「小野大輔」

### 配音
- 家元：小野大輔
- 小野大輔：杉田智和
- SNAKE：宮野真守
- 安男：中村悠一
- 草莓女孩。：藤原啟治
- 如月美紀：堀江由衣
- 旁白：若本規夫

## 舞台版
日本放送開台55周年紀念製作，2009年4月9日至4月19日在世田谷公共劇場上演。2010年7月2日在Anime Expo上演，9月24日至9月30日在Theatre Creation再次上演。

### 演員
- 家元：松岡充
- SNAKE：今井雄三（2009年版） / 淺利陽介（2010年版）
- 安男：佐藤智仁（2009年版） / 碓井将大（2010年版）
- 草莓女孩：中山祐一朗
- 織田裕二：今井雄三

### 製作
- 原作、劇本：古澤良太
- 企劃：野間清惠
- 導演：板垣恭一
- 舞台劇本：三枝玄樹
- 美術：伊藤雅子
- 照明：鶴田美鈴
- 音響：堀江潤
- 服裝：
- 助理導演：福原麻衣
- 舞台監督：安田武司
- 舞台製作：加賀谷吉之輔
- 主辦、製作：朝日電視台、日本放送、シーエイティプロデュース

## 外部連結
- 舞台劇官方網站
- 豆瓣电影上《如月疑雲》的資料 （简体中文）